# Сингапур на летних Азиатских играх 2014
Сингапур принимал участие в летних Азиатских играх 2014 года в Инчхоне (Республика Корея)

## Медалисты
| Медаль  | Спортсмен      | Вид спорта | Дисциплина                 |
| ------- | -------------- | ---------- | -------------------------- |
| Золото  | Джозеф Скулинг | Плавание   | Мужчины, 100 м баттерфляем |
| Серебро | Джозеф Скулинг | Плавание   | Мужчины, 50 м баттерфляем  |
| Серебро | Тао Ли         | Плавание   | Женщины, 50 м баттерфляем  |
| Бронза  | Джозеф Скулинг | Плавание   | Мужчины, 200 м баттерфляем |
| Бронза  | Тао Ли         | Плавание   | Женщины, 100 м баттерфляем |